# San Andrés Larráinzar
San Andrés Larráinzar är en kommunhuvudort i Mexiko.   Den ligger i kommunen Larráinzar och delstaten Chiapas, i den sydöstra delen av landet, 700 km öster om huvudstaden Mexico City. San Andrés Larráinzar ligger 1 977 meter över havet och antalet invånare är 2 364.
Terrängen runt San Andrés Larráinzar är huvudsakligen kuperad, men norrut är den bergig. Runt San Andrés Larráinzar är det ganska tätbefolkat, med 166 invånare per kvadratkilometer. Närmaste större samhälle är San Cristóbal de las Casas, 18,5 km söder om San Andrés Larráinzar. Omgivningarna runt San Andrés Larráinzar är en mosaik av jordbruksmark och naturlig växtlighet.